# Juntura
Juntura è una comunità non incorporata degli Stati Uniti d'America, situata nello stato dell'Oregon, nella contea di Malheur.